# Saint-Vallier-de-Thiey
Saint-Vallier-de-Thiey település Franciaországban, Alpes-Maritimes megyében. Lakosainak száma 3662 fő (2022. január 1.). Saint-Vallier-de-Thiey Andon, Le Bar-sur-Loup, Cabris, Caussols, Escragnolles, Grasse, Saint-Cézaire-sur-Siagne és Spéracèdes községekkel határos.

## Népesség
A település népessége az elmúlt években az alábbi módon változott:
| Lakosok száma | 505  | 912  | 1536 | 3030 | 3480 | 3526 | 3594 | 3654 | 3671 | 3662 |
|               | 1968 | 1982 | 1990 | 2006 | 2013 | 2015 | 2017 | 2019 | 2020 | 2022 |